# Tongren
Tongren (cinese: 铜仁; pinyin: Tóngrén) è una città-prefettura della Cina nella provincia del Guizhou. Il 10 novembre 2011, la prefettura di Tongren (毕节地区) fu convertita in città-prefettura, mentre la precedente città di Tongren fu rinominata Distretto di Bijiang.

## Amministrazione
Tongren comprende due distretti, quattro contee e quattro contee autonome:
- Distretto di Bijiang
- Distretto di Wanshan
- Contea di Dejiang
- Contea di Jiangkou
- Contea di Sinan
- Contea di Shiqian
- Contea autonoma Dong di Yuping
- Contea autonoma Miao di Songtao
- Contea autonoma Tujia e Miao di Yinjiang
- Contea autonoma Tujia di Yanhe